# Revenu national
Le revenu national (RN) au prix du marché représente l’ensemble des revenus primaires reçus par les différents secteurs institutionnels du pays.
Le revenu national = Produit intérieur brut + (Revenu Net du travail, de propriété, des entreprises reçues du reste du monde) - la consommation de capital fixe - les impôts (net de subvention versé aux institutions de l'Union européenne).
Le revenu national est le revenu perçu par les agents économiques nationaux du fait de leur participation à l'activité de production.